# Tókai (Aiči)
Tókai (japonsky 東海市, Tókai-ši) je japonské město na ostrově Honšú v prefektuře Aiči. Žije zde přibližně 113 tisíc obyvatel. Město leží kousek od města Nagoja. Ve městě působí několik místních firem. Vzdělávání zajišťuje 12 základních, 6 středních a 2 vysoké školy.

## Partnerská města
- Nilüfer, Turecko (10. květen 2007)
- Shire of Macedon Ranges, Victoria, Austrálie (16. říjen 2014)